# Заслонені атоми (групи)
Заслонені атоми (або групи) (рос. заслоненные атомы(или группы), англ. eclipsed atoms (or groups)) — у системі атомів A–B–C–D — два атоми(А, D або групи), приєднані до суміжних атомів, коли торсійний  кут між зв'язками A–B та C–D дорівнює нулю (тобто при спостереженні вздовж осі зв'язку В–С такі атоми закривають один одного).